# Post-communisme
 (octobre 2024).
Si vous disposez d'ouvrages ou d'articles de référence ou si vous connaissez des sites web de qualité traitant du thème abordé ici, merci de compléter l'article en donnant les références utiles à sa vérifiabilité et en les liant à la section « Notes et références ».

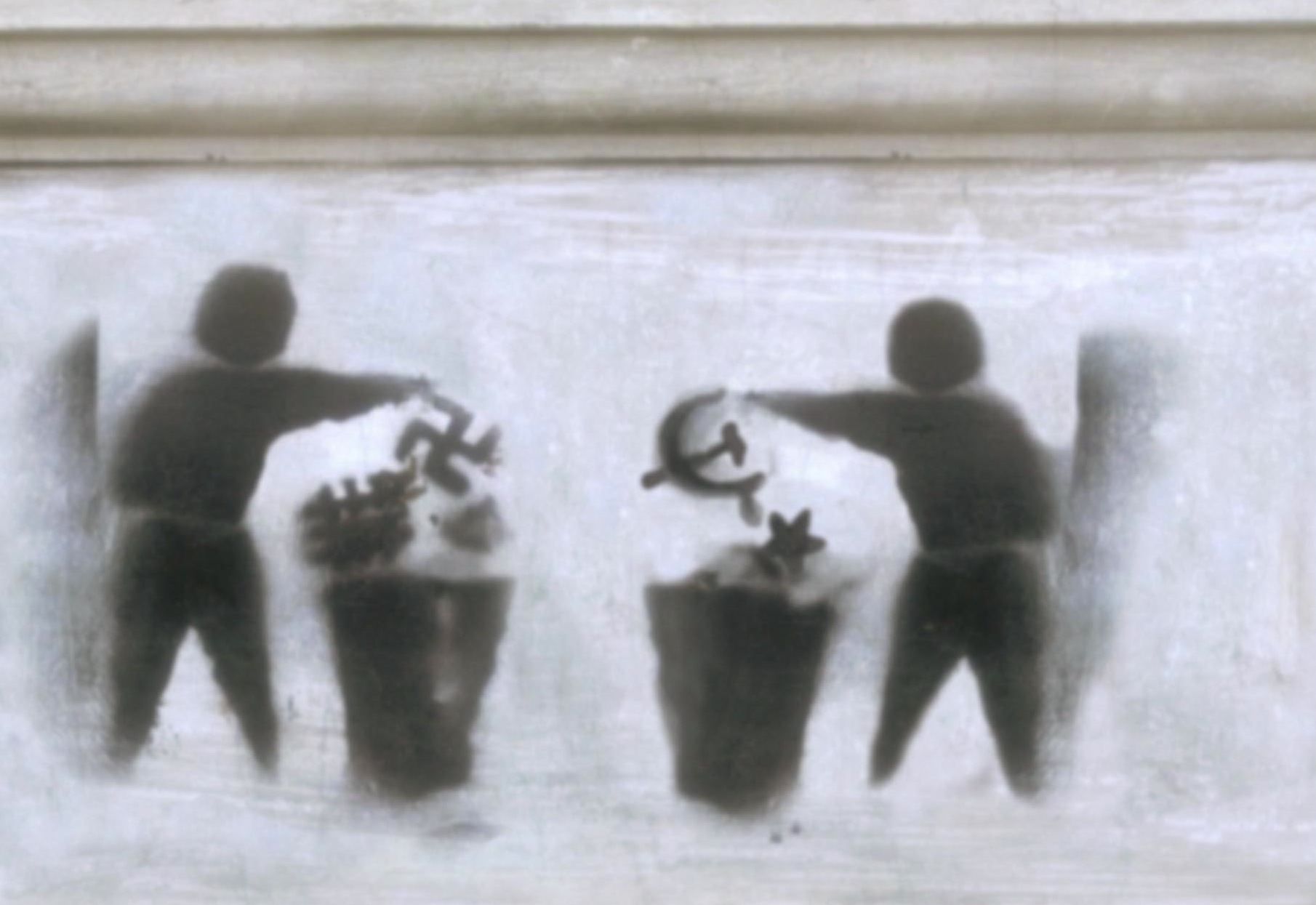
Tag anti-totalitaire sur un mur à Bucarest

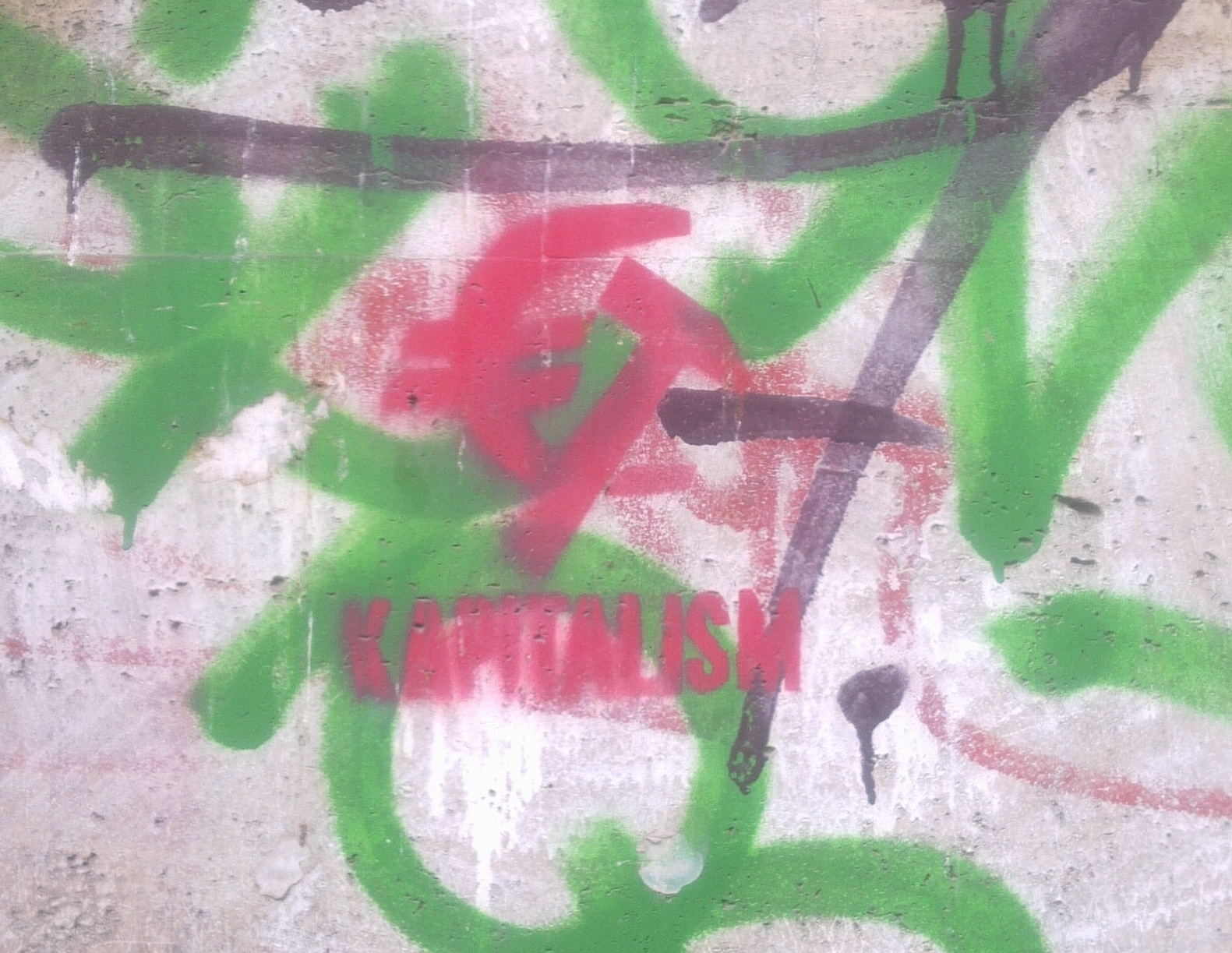
Tag dénonçant le monopole de la nomenklatura sur l'économie pendant la transition, sur un mur à Bucarest

Le post-communisme est le nom donné à la période de « transition » des anciens pays communistes devenus, selon les cas, des démocraties libérales (surtout en Europe centrale et orientale), des régimes autoritaires ou des dictatures nationalistes (surtout dans l'espace post-soviétique et en Asie).

## Caractéristiques de la société post-communiste
Sources

### La mutation réformiste des partis communistes
Après l'effondrement des dictatures communistes, les pays d'Europe centrale et d'Europe de l'Est entament une transition politique et économique majeure, marquée par la rupture avec la dictature, mais aussi avec les valeurs du communisme, et l'adhésion, au moins formellement, aux valeurs de la démocratie libérale de l'Europe occidentale et des États-Unis. Dans la plupart de ces pays, les anciens partis uniques membres de l'Internationale communiste connaissent deux formes d'évolution. Certains choisissent de rester fidèles au marxisme-léninisme, tandis que d'autres s'organisent comme des partis socialistes réformistes, sur le modèle des partis membres du Parti socialiste européen. Cette transformation se traduit par une place prépondérante jouée au sein de la gauche parlementaire des anciens pays communistes.
Les bureaucrates et apparatchiks des anciens partis communistes gardent un poids électoral important en Slovaquie, Bulgarie, Roumanie, Moldavie, Biélorussie, Ukraine et Russie ; dans certains pays, comme la Moldavie, ils gardent aussi le nom et les symboles communistes. Dans d'autres, comme la Pologne et la Hongrie, ils laissent place à des mouvements nationalistes.
| Pays               | Ancienne appellation                                                                     | Date de mutation | Nouvelle appellation                                                                            |
| ------------------ | ---------------------------------------------------------------------------------------- | ---------------- | ----------------------------------------------------------------------------------------------- |
| Albanie            | Parti du travail d'Albanie Partia e Punës e Shqipërisë - PPSh                            | 12 juin 1991     | Parti socialiste d'Albanie Partia Socialiste e Shqipërisë - PSSH                                |
| Allemagne de l'Est | Parti socialiste unifié d'Allemagne Sozialistische Einheitspartei Deutschlands - SED     | 16 décembre 1989 | Parti du socialisme démocratique Partei des Demokratischen Sozialismus - PDS                    |
| Bosnie-Herzégovine | Ligue des communistes de Bosnie-Herzégovine Savez komunista Bosne i Hercegovine - SK BiH | 27 décembre 1990 | Parti social-démocrate Socijaldemokratska Partija BiH - SDP                                     |
| Bulgarie           | Parti communiste bulgare Bǎlgarska komunističeska partija - BKP                          | 3 avril 1990     | Parti socialiste bulgare Bulgarska sotsialisticheska partiya - BSP                              |
| Croatie            | Ligue des communistes de Croatie Savez komunista Hrvatske - SKH                          | 3 novembre 1990  | Parti social-démocrate de Croatie Socijaldemokratska Partija Hrvatske - SDP                     |
| Danemark           | Parti communiste danois Danmarks Kommunistiske Parti - DKP                               | 2 décembre 1989  | Alliance rouge et verte Enhedslisten - de rød-grønne - Ø                                        |
| Estonie            | Parti communiste d'Estonie Eestimaa Kommunistlik Partei - EKP                            | 19 décembre 1990 | Parti travailliste démocratique estonien Eesti Demokraatlikuks Tööparteiks - EDTP               |
| Finlande           | Parti communiste finlandais Suomen Kommunistinen Puolue - SKP                            | 29 avril 1990    | Alliance de gauche Vasemmistoliitto - Vas                                                       |
| Hongrie            | Parti socialiste ouvrier hongrois Magyar Szocialista Munkáspárt - MSzMP                  | 7 octobre 1989   | Parti socialiste hongrois Magyar Szocialista Párt - MSZP                                        |
| Italie             | Parti communiste italien Partito comunista italiano - PCI                                | 3 février 1991   | Parti démocrate de la gauche Partito Democratico della Sinistra - PDS                           |
| Lituanie           | Parti communiste de Lituanie Lietuvos komunistų partija - LKP                            | 8 décembre 1990  | Parti démocratique du travail lituanien Lietuvos demokratinė darbo partija - LDDP               |
| Macédoine du Nord  | Ligue des communistes de Macédoine Sojuz na Komunistite na Makedonija - СКМ              | 20 avril 1991    | Union sociale-démocrate de Macédoine Socijaldemokratski Sojuz na Makedonija – SDSM              |
| Monténégro         | Ligue des communistes du Monténégro (en) Savez komunista Crne Gore - SKCG                | 22 juin 1991     | Parti démocratique socialiste du Monténégro Demokratska Partija Socijalista Crne Gore – DPS     |
| Pays-Bas           | Parti communiste des Pays-Bas Communistische Partij Nederland - CPN                      | 1er mars 1989    | Gauche verte GroenLinks - GL                                                                    |
| Pologne            | Parti ouvrier unifié polonais Polska Zjednoczona Partia Robotnicza - PZPR                | 30 janvier 1990  | Social-démocratie de la République de Pologne Socjaldemokracja Rzeczypospolitej Polskiej - SdRP |
| Serbie             | Ligue des communistes de Serbie Savez komunista Srbije - SKS                             | 27 juillet 1990  | Parti socialiste de Serbie Socijalistička partija Srbije – SPS                                  |
| Slovaquie          | Parti communiste de Slovaquie (sk) Komunistická strana Slovenska - KSS                   | 22 novembre 1990 | Parti de la gauche démocratique Strana demokratickej ľavice - SDĽ                               |
| Slovénie           | Ligue des communistes de Slovénie Zveza komunistov Slovenije - ZKS                       | 4 février 1990   | Parti du renouveau démocratique Stranka demokratične prenove - SDP                              |
| Suède              | Parti de gauche – Les communistes Vänsterpartiet Kommunisterna - VPK                     | mai 1990         | Parti de gauche Vänsterpartiet - V                                                              |
| Ukraine            | Parti communiste d'Ukraine Komunistychna Partia Ukraïny - KPU                            | 26 octobre 1991  | Parti socialiste d'Ukraine Sotsialistytchna partiya Ukrayiny - SPU                              |
| Royaume-Uni        | Parti communiste de Grande-Bretagne Communist Party of Great Britain - CPGB              | 23 novembre 1991 | Gauche démocratique Democratic Left - DL                                                        |

### Les révélations sociales et économiques
Le début de la transition économique des anciens pays communistes est marqué par la disparition des statistiques truquées et la révélation au grand jour du niveau de vie réel de la population, soumise au chômage de masse et à la pauvreté. Le système étatique, qui permettait de « chômer au travail » contre un salaire modeste, mais assuré, qui tolérait que l'on s'active de manière informelle pendant les heures de « travail », qui contrôlait étroitement la violence et l'insécurité en les encadrant au sein des organes de sécurité du régime (il n'y avait pas d'autre violence publique que celle de l'État) et qui encadrait également les prix, disparaît : les grands combinats industriels incapables de rivaliser avec la concurrence de l'économie de marché ferment, des millions de salariés sont licenciés, les prix atteignent leurs niveaux réels souvent inaccessibles aux retraités et aux salariés surtout modestes.

### Les privatisations
Cette situation favorise le maintien ou le retour au pouvoir de la nomenklatura, et à travers elle des anciens cadres des partis uniques. Ceux-ci, élus sur des programmes protectionnistes à connotation sociale et « de gauche », n'en déploient pas moins des politiques marquées par la privatisation du secteur public d'État et des systèmes de protection sociale... mais d'abord au profit des oligarques de chaque pays.
Sur le plan immobilier et foncier, la nomenklatura au pouvoir freine la rétrocession des propriétés nationalisées par les régimes communistes à leurs débuts, mais favorise l'accession à la propriété des locataires des grands ensembles immobiliers collectifs construits pendant la période communiste, qui peuvent acquérir leurs logements à des prix modiques, et des ex-kolkhoziens qui acquièrent eux aussi des parcelles de terres arables à peu de frais : cela assure aux forces politiques ex-communistes une base électorale reconnaissante et fidèle qui leur permet de se maintenir au pouvoir, sinon dans l'exécutif (présidences), au moins dans le législatif (parlements).

## Effets internationaux

### Effets en Occident
En Europe occidentale, le post-communisme a également une influence sur la ligne politique :
- des partis communistes de l'Internationale communiste, alignés sur le modèle soviétique qui, en Italie, en Allemagne et en France, sont privés de la logistique du bloc de l'Est et poursuivent leur déclin électoral au profit des partis socialistes ou d'extrême-droite tandis que l'extrême-gauche trotskiste, historiquement opposée à la dérive stalinienne de l'URSS, ne parvient pas à attirer à elle les électeurs ex-communistes ;
- des forces politiques de droite qui, ne rencontrant plus d'opposition de gauche puissante et structurée, et ne craignant plus de radicaliser cette opposition, formulent des programmes de plus en plus conservateurs, les uns favorisant l'économie mondialisée, les autres le souverainisme.

### Effets sur la guerre froide
L'effondrement du bloc communiste et la mutation libérale de la Chine ont contribué à la fin de la guerre froide en privant de leurs armements et logistiques une partie des mouvements de guérilla d'inspiration marxiste-léniniste dans le monde, qui ont du cesser leurs combats en Amérique du Sud, Afrique et Asie ; des régimes satellites comme le communisme éthiopien s'effondrent et de leur côté, les États-Unis et leurs alliés en profitent pour cesser leur soutien à des mouvements anticommunistes comme l'Unita angolaise. D'autres guérillas comme les FARC ou les Naxalites ont encore longtemps continué la lutte armée, mais ont du pour cela trouver des ressources locales.

## La transition post-communiste dans la culture

### L'Ostalgie
La période de transition politique en Europe centrale est particulièrement féconde en production culturelle. Des films comme Good Bye, Lenin! ou plus discrètement Moskva tér mobilisent ainsi les ressorts d'une certaine nostalgie de la période communiste, et a fortiori des premières années de transition. En Allemagne, ce phénomène socio-culturel prend le nom d'Ostalgie, néologisme allemand fondé sur Ost (« Est ») et Nostalgie. En Roumanie, en décembre 2006, soit 16 ans après la fin du régime communiste, la Fondation pour une Société ouverte avait publié un sondage indiquant que les Roumains considèrent le communisme réel, tel que le pays l'a connu, comme :
- 12 % - une bonne idée aux conséquences globalement positives ;
- 41 % - une bonne idée mal appliquée aux conséquences globalement négatives ;
- 34 % - une mauvaise idée aux mauvaises conséquences ;
- 13 % - autre chose ou ne sait pas.

### La culture urbaine contemporaine

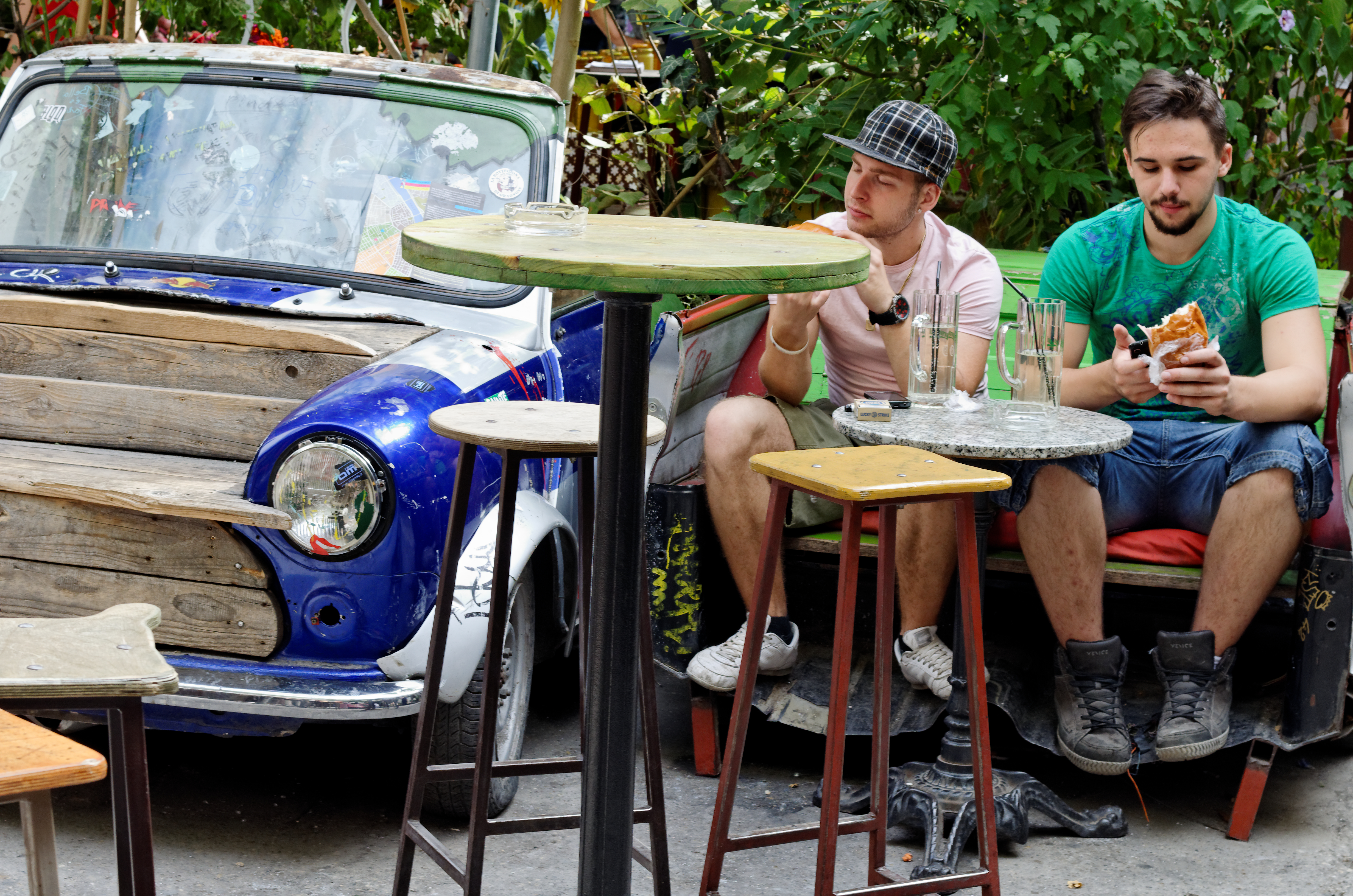
Dans la cour intérieure du Szimpla Kert à Budapest.

À Berlin, Varsovie, Prague, Budapest et d'autres grandes villes d'Europe centrale, le post-communisme se caractérise également par l'émergence de lieux de vie ou de fête aménagés dans d'anciens immeubles délabrés des centres-villes. Ce sont aussi bien les squats artistiques berlinois que les romkocsmas hongrois. Ce phénomène d'appropriation des centres urbains anciens par une jeunesse éduquée et une classe moyenne en formation peut s'apparenter au phénomène de gentrification observée dans d'autres capitales occidentales.